# Sales de Llierca
Sales de Llierca és un municipi de la comarca de la Garrotxa, a les Comarques Gironines. Situat a cavall de les valls del Llierca i del Borró, pertany a la sub-comarca de l'Alta Garrotxa, amb relleu accidentat en la zona nord (riscos d'Entreperes), i pla en la zona sud (vall del Fluvià). Hi ha boscos de pinedes, rouredes i alzinars.
L'economia es basa en l'agricultura de secà (cereals, patates) i en la ramaderia bovina i porcina. Una carretera local comunica el municipi amb Tortellà.
A l'estiu, dins la programació "Sales a la fresca", té lloc la tradicional representació teatral a càrrec de la Secció de Teatre del Centre Moral i Cultural del Poblenou (Premis Max de teatre aficionat 2016).

## Geografia
- Llista de topònims de Sales de Llierca (Orografia: muntanyes, serres, collades, indrets..; hidrografia: rius, fonts...; edificis: cases, masies, esglésies, etc).

El municipi de Sales de Llierca està situat al nord-est d'Olot, entre els rius Borró i Llierca, i limita al nord amb els municipis de Montagut i Oix i Albanyà, a l'est amb Beuda, al sud amb Argelaguer i a l'oest amb Tortellà fins a tornar a trobar-se amb Montagut i Oix.
| Montagut i Oix |            | Albanyà      |
| Tortellà       |            | Beuda        |
|                | Argelaguer | Sant Ferriol |

El terme municipal és força planer pel sud, però al nord és força muntanyós i comprèn gairebé tota la serra de Gitarriu amb les seves cingleres. En aquesta zona, a excepció d'alguna petita vall com la del Llierca i algun replà de serra, no hi ha terres de conreu. A part del Llierca i el Borró, també rega el terme la riera de Juiàs.
Pel sector meridional del terme hi passen l'autovia A-26 i la carretera N-260 de Figueres a Olot, que a l'altura d'Argelaguer té un ramal que porta a Tortellà i d'aquí a Sales de Llierca. Una altra carretera local que surt de la N-260 porta a Sadernes passant per Montagut (Montagut i Oix). La resta del municipi és comunicada per pistes forestals.

## Nuclis de població
| Entitat de població               | Habitants (2023) |
| Sales de Llierca                  | 138              |
| Sadernes i Sant Grau d'Entreperes | 23               |
| Gitarriu                          | 3                |
| Monteia                           | 3                |
| Font: Idescat                     |                  |

El municipi és totalment disseminat, sense cap nucli urbà, i es divideix en cinc parròquies o pobles rurals. El primer, i cap del municipi, és Sales de Llierca, que ocupa la punta sud del terme, i on es troben les restes del Castell de Sales, situat a un quilòmetre de l'església de Sant Martí, que centra el poble. Monteia, situat al nord de Sales, està centrat per l'església de Sant Miquel, que havia estat sufragània de la de Tortellà.
El poble de Sadernes es troba a l'extrem oest del terme municipal, en una petita vall que s'obre entre la serra d'Entreperes i la de Gitarriu, i formaven part d'aquest poble el castell Sespasa (actualment part de Montagut i Oix, pràcticament a la línia divisòria entre els dos termes municipals). Centra el poble l'església de Santa Cecília, que havia tingut annexada la parròquia veïna de Sant Aniol d'Aguja, també part de Montagut i Oix. Històricament també havien format part de Sadernes el poble d'Entreperes, situat entre Sadernes i Monteia, amb el santuari de Sant Grau d'Entreperes i l'església de Santa Maria; i el poble de Gitarriu, situat al nord d'Entreperes i centrat per l'església de Sant Andreu.

## Història
En documentació del segle x, figura amb el nom de Salas, referent al castell de Sales, en el mateix segle surt el nom de Lizerca (Llierca) aquest probablement d'origen preromà. Tant el castell com la seva jurisdicció formaren part d'una baronia. Els senyors del castell de Sales eren uns dels pròcers principals del Comtat de Besalú, i a mitjans del segle xiii estaven emparentats amb els comtes d'Empúries. L'any 1297, Galceran de Sales va vendre la baronia a Dalmau de Rocabertí, senyor de Peralada. El seu successor, Ponç de Rocabertí, la va vendre a Pere de Cornellà, i el 1360 passa a ser comprat per Ramon Malart. La família Malart va tenir la baronia fins al 1597, quan passà a la família Alemany, senyors de la Força de Bellpuig de Tortellà; després passà als Ros, i a principis del segle xviii es trobava fraccionat entre els Ros i els Miró. Sales era castell termenat i els seus senyors tenien la jurisdicció civil i part de la criminal en tot el territori del terme del castell (la baronia), que el 1698 era format pels pobles de Sales, Tortellà, Entreperes, Sadernes i Gitarriu.
El municipi de Sales es va formar, en desaparèixer l'antic règim senyorial al primer terç del Segle XIX, per l'agregació a Sales dels pobles disseminats d'Entreperes i de Gitarriu, a més del poble de Sadernes. Més endavant, cap a 1858-1860, s'hi va agregar també el terme de Sant Miquel de Monteia.
Fins a la publicació del Reial Decret de 27 de juny de 1916 el municipi es deia simplement Sales.

## Demografia
| 1497 | 1515 | 1553 | 1787 | 1887 | 1900 | 1920 | 1950 | 1970 | 2010 | 2024 |
| 30   | 13   | 34   | 185  | 522  | 444  | 438  | 258  | 109  | 136  | 158  |

## Indrets d'interès
- Església de Sant Martí de Sales. Façana barroca.
- Església de Santa Cecília de Sadernes. Segle XII romànica.
- Església de Sant Miquel de Monteia
- Església de Sant Grau d'Entreperes
- Església de Sant Andreu de Gitarriu